# Förderndes Mitglied der SS
Förderndes Mitglied der SS (afgekort: FM-SS) (vrije vertaling : Donateurs leden van de SS) behoorde tot de Schutzstaffel. De donateurs namen niet actieve deel aan de dienst, maar ondersteunde de SS financieel. In 1925 liet Adolf Hitler het toe dat de SS een onafhankelijk ondersteunend lidmaatschap oprichtte, maar de SA werd in 1926 verboden. Vanaf september 1926 werd op bevel van Joseph Berchtold donateurs opgenomen in de SS. Alleen "Ariërs" konden donateurslid van de SS worden; NSDAP-lidmaatschap was hiervoor geen voorwaarde.
De donateursleden kregen voor hun steun aan de SS, bescherming van 'revolutionaire neigingen'.
De maandelijks te betalen bijdrage werd individueel bepaald en kon ook relatief klein zijn, bijvoorbeeld één Reichsmark. Het donateursbijdrage werd geïnd door de SS-afdelingen, die geautoriseerd moesten worden door de Reichsführer-SS (SS-financieel beheer). Het financieel beheer werd door het SS-Wirtschafts-Verwaltungshauptamt (SS-WVHA) georganiseerd. De donateurs van de SS kregen een lidmaatschapsnummer en een lidmaatschapsboekje, hierin werd de donateursbijdrage bijgehouden. Tot de overname van de macht van de nationaalsocialisten, waren er ongeveer evenveel donateurs als actieve leden van de SS, in 1932 waren er 13.217 donateurs die 17.000 Reichsmark per maand betaalde. In 1933 steeg het aantal tot 167.272 donateurs, die ongeveer 357.000 Reichsmark per maand betaalde.

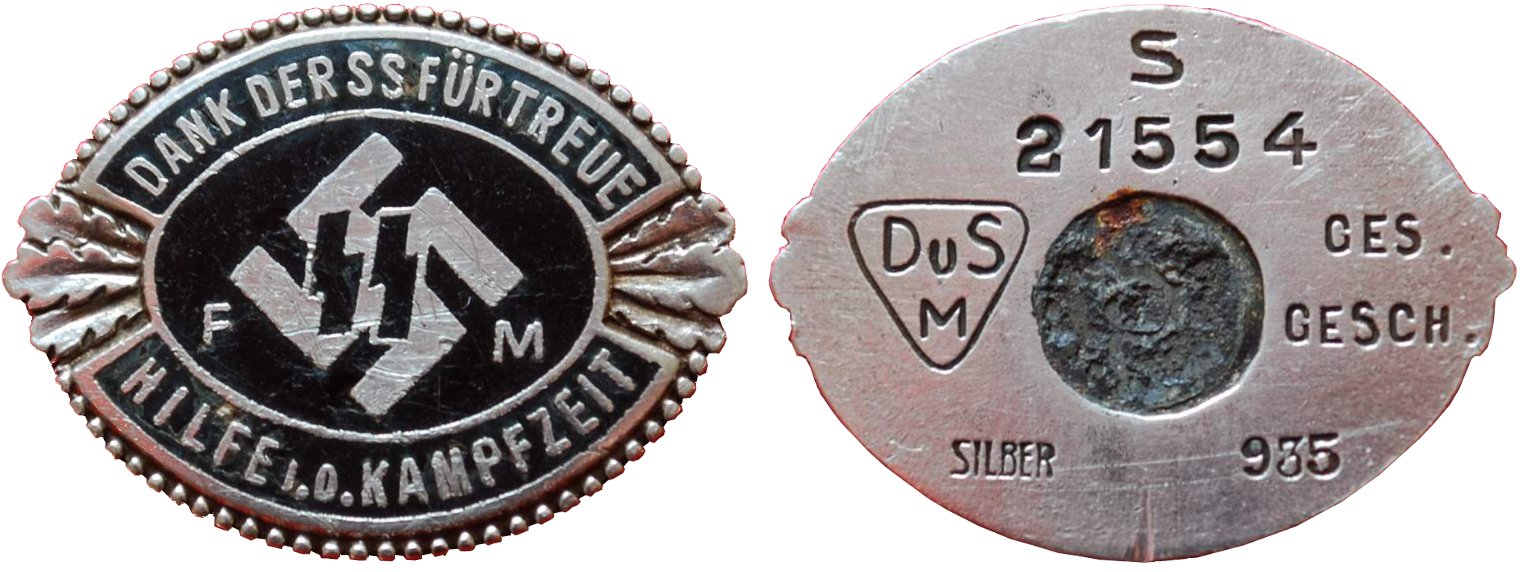
De zilveren onderscheidingsspeld voor donateurs die de SS al hadden gesteund tijdens de "Kampfzeit".

In 1934 werd door Heinrich Himmler een zilveren onderscheidingsspeld voor donateurs die de SS al hadden gesteund tijdens de "Kampfzeit" (ook vóór 1933) ingesteld. Deze onderscheidingsspeld droeg de inscriptie "DANK DER SS FÜR TREUE / HILFE I.D. KAMPFZEIT" en zes eikenbladeren. In april 1934 verscheen voor het eerst het FM-tijdschrift, een blad dat naar alle donateurs werd gestuurd. In 1939 bereikte dit tijdschrift een oplage van 365.000 exemplaren.
In het controleraad richtlijn nr. 38 van 12 oktober 1946 werden donateurs leden van de SS onder bepaalde voorwaarden toegewezen aan categorie 2. Wat volgens een onderzoek zou kunnen leiden tot een veroordeling als "Belastete". Deze indeling resulteerde in gelijke behandeling met actieve leden van de Allgemeine SS, maar was wel onderworpen aan de voorwaarde dat toetreding als donateurs lid plaatsvond na 31 december 1938, of dat een maandelijkse contributie van meer dan 10 RM werd betaald of iets anders als je sloot zich eerder aan bij een aanzienlijke schenking aan de SS.

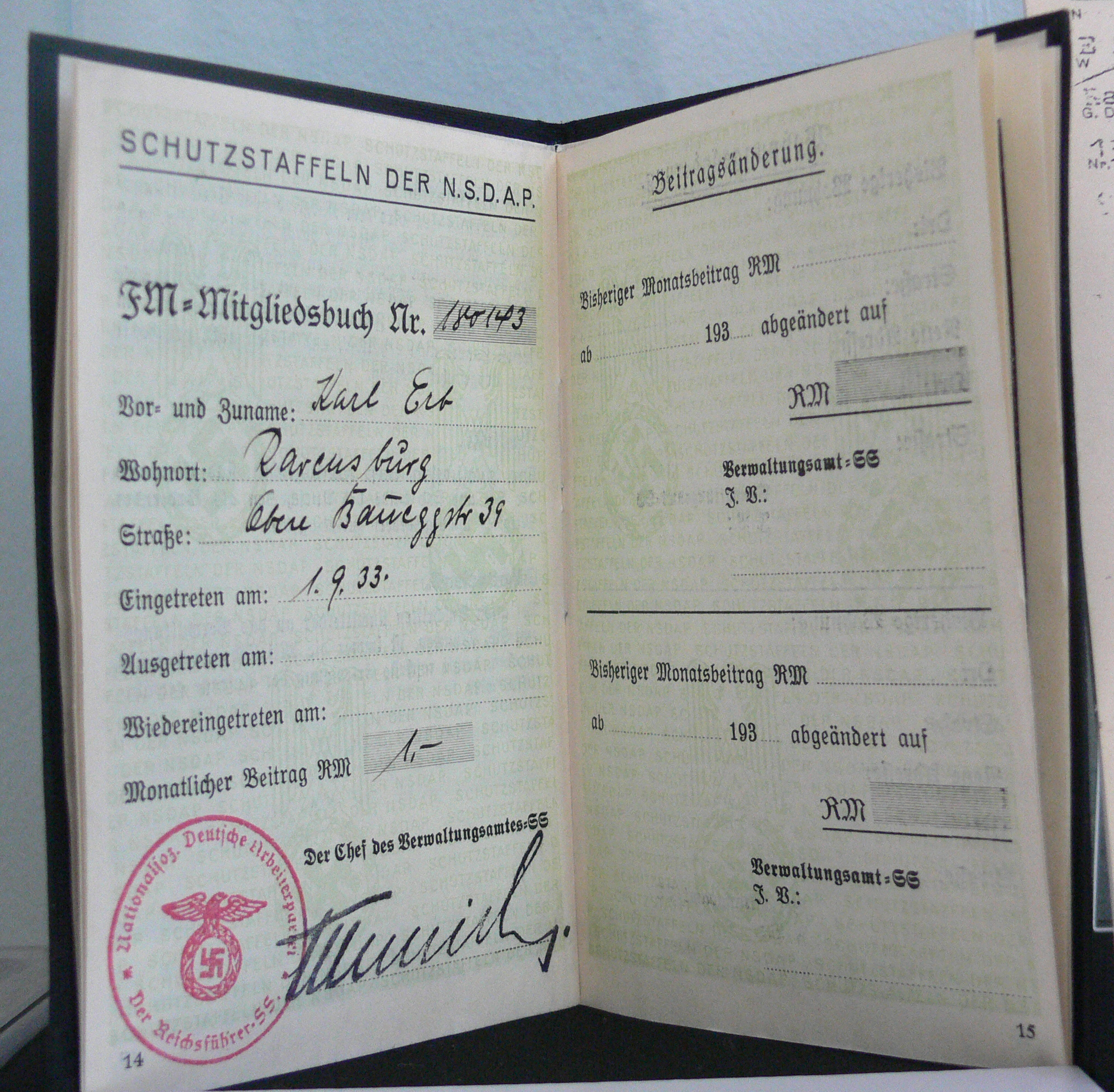
SS-FM-lidmaatschapsboekje van de tenor Karl Erb (lid geworden september 1933).

## Bekende donateurs van de SS
- Politicus, adel: Karl Wolff, Karel Eduard van Saksen-Coburg en Gotha, Arthur Nebe, Alfred Fissmer, Gebhard Müller
- Ondernemers: Heinrich Brenzinger, Alfried Krupp von Bohlen und Halbach, Heinrich Mohn, Wilhelm von Opel, Ludwig Roselius
- Wetenschappers, geleerden, ingenieurs, medicus: Hans Berger, Lorenz Böhler, Oswald Bumke, Lutz Heck, Gerhardt Katsch, Werner Kollath, Ernst Kretschmer, Hans Meerwein, Waldemar Mitscherlich, Willy Moog, Richard Oehler, Bruno Tesch, Johannes Winkler, Karl Ziegler
- Juristen: Erwin Bumke, Hermann Cuhorst
- Priester: Conrad Gröber,
- Schrijver: Hedwig Courths-Mahler
- Toneelspelers: Harry Piel, Wolf Albach-Retty
- Politie: Arthur Nebe